# NGC 5180
NGC 5180 est une galaxie lenticulaire située dans la constellation de la Chevelure de Bérénice. Sa vitesse par rapport au fond diffus cosmologique est de 6 990 ± 36 km/s, ce qui correspond à une distance de Hubble de 103,1 ± 7,2 Mpc (∼336 millions d'al). NGC 5180 a été découverte par l'astronome germano-britannique William Herschel en 1784.
À ce jour, une mesure non basée sur le décalage vers le rouge (redshift) donne une distance d'environ 109,000 Mpc (∼356 millions d'al). Cette valeur est à l'extérieur des valeurs de la distance de Hubble. Notons que c'est avec la valeur moyenne des mesures indépendantes, lorsqu'elles existent, que la base de données NASA/IPAC calcule le diamètre d'une galaxie et qu'en conséquence le diamètre de NGC 5180 pourrait être d'environ 45,0 kpc (∼147 000 al) si on utilisait la distance de Hubble pour le calculer.